# Nemeritis specularis
Nemeritis specularis là một loài tò vò trong họ Ichneumonidae.